# Setobaudinia interrex
Setobaudinia interrex är en snäckart som beskrevs av Alan Solem 1985. Setobaudinia interrex ingår i släktet Setobaudinia och familjen Camaenidae. Inga underarter finns listade i Catalogue of Life.